# Пиеро Феручи
Пиеро Феручи (на италиански: Piero Ferrucci) е италиански психотерапевт, философ и писател на произведения за самопомощ и психотерапия.

## Биография
Роден е на 23 април 1946 г. в Торино, Италия. Племенник е на Олдъс Хъксли и Лора Хъксли. Завършва Университета на Торино през 1970, където преподавател му е Роберто Асаджиоли, основателят на психосинтеза. След дипломирането си работи като психотерапевт в продължение на 35 години и преподава в различни европейски страни. Основава и ръководи Центъра за изследване на психосинтез „Роберто Ассаджоли“.
През 1981 г. е издадена първата му книга „Какви можем да бъдем“. Редактор е на книгата „The Human Situation“, съдържаща лекции на Олдъс Хъксли.
Женен е и има двама сина. Живее със семейството си в Тоскана край Флоренция.